# جيد لوبيز
جيد لوبيز هي عارضة فلبينية، ولدت في 22 أكتوبر 1987 في تاناوان في الفلبين.

## وصلات خارجية
- جيد لوبيز على موقع IMDb (الإنجليزية)
- جيد لوبيز على موقع قاعدة بيانات الفيلم (الإنجليزية)